# Mike and Jake Go in for Matrimony
Mike and Jake Go in for Matrimony è un cortometraggio del 1914 diretto da Allen Curtis. Prodotto e distribuito dall'Universal Film Manufacturing Company (con il nome Joker), uscì in sala il 21 gennaio 1914.